# Gaston Cauvet
 (juillet 2025).
Si vous disposez d'ouvrages ou d'articles de référence ou si vous connaissez des sites web de qualité traitant du thème abordé ici, merci de compléter l'article en donnant les références utiles à sa vérifiabilité et en les liant à la section « Notes et références ».
 (juillet 2025).
Motif : Où sont les sources secondaires centrées sur lui ?
- Archive Wikiwix
- Bing
- Cairn
- DuckDuckGo
- E. Universalis
- Gallica
- Google
- G. Books
- G. News
- G. Scholar
- Persée
- Qwant
- (zh) Baidu
- (ru) Yandex

| 1. | Préciser le motif de la pose du bandeau. | Précisez le motif de la pose du bandeau en utilisant la syntaxe suivante : {{admissibilité à vérifier\|date=juillet 2025\|motif=remplacez ce texte par le motif}}                  |
| 2. | Informer les utilisateurs concernés.     | Pensez à avertir le créateur de l'article, par exemple, en insérant le code ci-dessous sur sa page de discussion : {{subst:avertissement admissibilité à vérifier\|Gaston Cauvet}} |

Le commandant Gaston Cauvet, né le 23 mai 1860 à Douai et mort le 24 mars 1950 à Birmandreïs en Algérie, est un officier, explorateur, photographe, écrivain et peintre français. Il vécut quasiment toute sa vie en Afrique du Nord.

## Biographie

### Origine et jeunesse
Gaston Édouard Jules Cauvet descend d’une famille méridionale : son arrière-grand père fut député du Var. Il est le fils de Rose Émilie Deusy (1830-1899) et de Joseph Cauvet (1818-1877), Polytechnicien, officier d’artillerie et officier de la Légion d’honneur. Il a un frère et une sœur : Louise Julie (1865-1930) et Adolphe (1862-1958), également officier d’artillerie et chevalier de la Légion d’honneur.

### Formation
Admis en 1878 à l’École spéciale militaire de Saint-Cyr (promotion "Zoulous"), qu’il suit notamment avec son ami François-Henry Laperrine, il en sort en 1880 avec le grade de sous-lieutenant.

### Carrière militaire et vie saharienne
Gaston Cauvet commence sa carrière militaire en 1880 au sein du 23ᵉ régiment de ligne. L’année suivante, il est affecté aux Affaires indigènes (appelées aussi service des Bureaux arabes) en Algérie, où il servira jusqu’en 1907. 
Il est tour à tour adjoint stagiaire de deuxième classe à Bou-Saâda (1882-1883), Chellala (1883-1885), Ghardaïa, Ouargla (1885-1886) et Médéa (1886-1888). Il est l'adjoint du lieutenant Le Châtelier lors de son passage à Ouargla. Par la suite, il est nommé adjoint stagiaire de première classe à Ghardaïa de nouveau, à El Goléa, (1888-1890) et à Bou-Saâda de nouveau (1890-1891). Il est nommé par la suite chef d'Annexe à Chellala (1891-1892), chef de Bureau arabe à Ghardaïa et Bou-Saâda (1892-1895), chef d'Annexe à Laghouat (1895-1896), encore à Ghardaïa (1897-1900) et à El Oued de 1900 à 1902.
À compter de 1902, Cauvet est chef d'Annexe à In Salah et premier commandant de la compagnie méhariste saharienne du Tidikelt, structure créée par le commandant Laperrine la même année. C’est dans cette dernière localité qu’il joue un rôle central dans la consolidation du contrôle français sur les confins sahariens. Durant cette période, il acquiert une connaissance approfondie des populations nomades, de leur langue, de leur organisation sociale et de leur environnement. Sa maîtrise de l’arabe, du tamacheq et du berbère lui permet de nouer des liens étroits avec les chefs locaux, facilitant ainsi la médiation et l’exercice de l’autorité coloniale. En 1902, il organise et commande de manière autonome le contre-rezzou du Hoggar mené par son adjoint le lieutenant Cottenest, qui aboutit à la victoire française le 7 mai lors du combat de Tit,. Cette expédition, conduite à 1 700 km de la base arrière, est considérée comme un exploit logistique et militaire remarquable.
Entre 1903 et 1905, alors commandant de la région de Touggourt, il organise et dirige également une mission scientifique dans le massif du Tassili des Ajjers, franchissant notamment Djanet, à une époque où cette région restait largement inexplorée par les Européens. L'objectif était de prolonger la mission d'exploration d'Henri Duveyrier. Enfin, durant son séjour à Touggourt, Cauvet achève les recherches d'eau commencées dans le Gassi-Touil de l'Ighargar par son prédécesseur, le commandant Pujat. 
Il devient commandant supérieur du cercle de Bou-Saâda en 1906,. Atteint par des fièvres persistantes contractées lors de ses séjours à Ouargla et Touggourt, Gaston Cauvet demande à être mis à la retraite en 1907 pour raisons de santé.
Mobilisé pendant la Première Guerre mondiale, il reprend du service entre 1914 et 1919 en tant que commandant, du territoire militaire de Touggourt, avec résidence à Biskra. À ce poste, il coordonne les opérations de surveillance et de sécurité dans la région, dans un contexte marqué par les tensions aux frontières sahariennes.

### Fin de vie
Retiré à Birmandreis, il se consacre à l’écriture,, à la peinture et à des études approfondies sur le Sahara, portant sur la faune, les populations touarègues et berbères, l’architecture traditionnelle et l’hydrologie. Il meurt dans sa villa de Birmandreis, à l’âge de 89 ans.

## Grades successifs
- 1880 : sous-lieutenant
- 1885 : lieutenant
- 1892 : capitaine
- 1903 : chef de bataillon[25]

## Récompenses et distinctions

### Françaises
- Officier de la Légion d'honneur.
- Médaille coloniale.

### Étrangères
- Officier du Nichan Iftikhar (Tunisie).

## Publications
- Les Marabouts. Petits monuments funéraires et votifs du Nord de l'Afrique (1923)
- Le Chameau : 
  - Tome 1 : Anatomie, physiologie, races, extérieur. Vie et mœurs, élevage, alimentation, maladies. Rôle économique (1925)
  - Tome 2, Histoire, religion, littérature, art (1926)
- Les Berbères en Amérique. Essai d'ethnocinésie préhistorique. Nomenclature et examen des tribus homonymes des deux rives de l'Atlantique. Part des Berbères dans le peuplement de l'Amérique (1930)
- Les origines de Tarascon et la Tara (1931)
- Notes sur le souf et les souafa (1934)
- Le djebel amour - impressions et souvenirs de voyage (1935)
- Le pays des Atarantes (1935)
- Le dromadaire de l'Oued Itel (1938)
- Le raid du lieutenant Cottenest au Hoggar (1945)

## Sources
- https://data.bnf.fr/fr/ark:/12148/cb124630541
- Dossier de la Légion d'honneur